# John Denver Sanctuary
John Denver Sanctuary er en mindepark i Aspen som ligger ved Rio Grande Park ned til floden Roaring Fork River, parken åbnede officielt i 2000 tre år efter John Denver styrtede ned med sit fly i Pacific Grove i Monterey Bay den 12. oktober 1997 i Californien.
På grund af manglede finansiering blev en udvidelse af parken først åbnet den 1. juli 2012. Parken er en mindepark med et tilhørende regnvandsfiltreringssystem, som filtrerer det beskidte regnvand fra Aspens østlige dele og leder det ned i floden Roaring Fork River, derudover er der et vådområde i tilknytning til haven. Parken har et tilhørende drivhus og nogle sten, hvor der er indhugget nogle af John Denvers sange som: Windsong, Rocky Mountains High, Annie's Song, Perhaps Love, Autograph, The Eagle and the Hawk, Rhymes and Reasons og Sunshine on my Shoulders.